# 霍萨纳加拉
霍萨纳加拉（Hosanagara），是印度卡纳塔克邦Shimoga县的一个城镇。总人口5042（2001年）。

## 人口
该地2001年总人口5042人，其中男性2566人，女性2476人；0—6岁人口560人，其中男299人，女261人；识字率79.61%，其中男性为83.59%，女性为75.48%。